# Модел на живот
Модел на живот, начин на живот, а понякога и като англицизма лайфстайл е нравствена съвкупност от поведения, която е значима едновременно за другите и за себе си в дадено време и място, включително това са обществените отношения, консумацията, забавленията и начинът на обличане. Поведенията и практиките в определен начин на живот са смесица от навици, общоприети подходи на „правене на нещата“ и разумни действия.
Начинът на живот отразява ценностите и светогледа на дадения човек. Той може да е източник за създаването на културни знаци и артефакти, които от своя страна обратно да се отразяват на самоличността. Начинът на живот може да бъде съзнателен или несъзнателен избор, но не всички аспекти на начина на живот могат да бъдат напълно доброволно избрани, тъй като обществената обстановка може да предостави определен и точен избор за лицето за неговия начин на живот, и този избор е основан на видовете начин на живот от средата, която го обгражда.
„Начинът на живот“ като определение се появява за пръв път през 1939 г. Алвин Тофлър пръв предвижда това, като казва, че начините на живот ще възникнат впоследствие на нарастването на различията в пост-индустриалното общество.